# هایومی آئوکی
هایومی آئوکی (انگلیسی: Mayumi Aoki؛ زادهٔ ۱ مهٔ ۱۹۵۳) یک شناگر اهل ژاپن است.
وی توانسته است مدال طلا شنا ۱۰۰ متر پروانه در بازی‌های المپیک تابستانی ۱۹۷۲ و مدال طلا ۱۰۰ متر پروانه مسابقات جهانی ورزش‌های آبی ۱۹۷۳ را کسب کند.